# Jeremy Jones
Jeremy Jones (* 30. April 1971 in Baytown, Texas) ist ein US-amerikanischer Poolbillardspieler.
Seine bislang größten Karriereerfolge waren der Gewinn der US-Open im 9-Ball im Jahr 2003 durch ein Finalsieg über Jose Parica und das Erreichen des Finals der 9-Ball Weltmeisterschaft 1999, welches er jedoch gegen Nick Varner verlor.
Außerdem vertrat er die USA bislang siebenmal beim Mosconi Cup, zuletzt im Jahre 2008. Sein Spitzname in der Billardszene ist (aufgrund seiner Initialen) JJ bzw. Double J.